# Peter Gordon (Segler)
Peter Dawson Gordon (* 16. August 1882 in Nairn; † 26. Juni 1975 in Vancouver) war ein kanadischer Segler.

## Erfolge
Peter Gordon, der für den Royal Vancouver Yacht Club segelte, gewann 1932 in Los Angeles bei den Olympischen Spielen in der 8-Meter-Klasse die Silbermedaille. Er war Crewmitglied des von Skipper Ronald Maitland angeführten Bootes Santa Maria, das sämtliche vier Wettfahrten auf dem zweiten Platz und damit hinter dem einzigen anderen Boot, der Angelita von Skipper Owen Churchill aus den Vereinigten Staaten, beendete. Neben Gyles gehörten außerdem George Gyles, Hubert Wallace, Ernest Cribb und Harry Jones zur Crew der Santa Maria.
Gordon war zunächst als Sportschütze im Skeet aktiv, ehe er dem Royal Vancouver Yacht Club beitrat. Er betrieb P. D. Gordon Hardware, einen Laden für Haushaltswaren.